# Medaller dels Jocs Olímpics d'hivern de 2010
El medaller dels Jocs Olímpics d'Hivern de 2010 presenta totes les medalles lliurades als esportistes guanyadors de les proves disputades en aquest esdeveniment, realitzat entre els dies 12 i 28 de febrer de 2010 a la ciutat de Vancouver (Canadà).
Les medalles apareixen agrupades pels Comitès Olímpics Nacionals participants i s'ordenen de forma decreixent contant les medalles d'or obtingudes; en cas d'haver empat, s'ordena d'igual forma contant les medalles de plata i, en cas de mantenir-se la igualtat, es conten les medalles de bronze. Si dos equips tenen la mateixa quantitat de medalles d'or, plata i bronze, es llisten en la mateixa posició i s'ordenen alfabèticament.
En aquests Jocs atletes de 26 comitès aconseguiren guanyar, com a mínim, una medalla, i 19 d'elles aconseguiren guanyar una medalla d'or. En aquests Jocs Canadà aconseguí guanyar, per primera vegada, una medalla d'or com a hoste dels Jocs després d'haver fallat en els Jocs Olímpics d'Estiu de 1976 realitzats a Mont-real i dels Jocs Olímpics d'Hivern de 1988 realitzats a Calgary. Amb 14 medalles d'or el Canadà trencà el rècord de 13 metalls aconseguits per la Unió Soviètica el 1976 i Noruega el 2002. Per la seva banda els Estats Units aconseguí guanyar 37 medalles, aconseguint trencar el rècord aconseguit per Alemanya el 2002. Eslovàquia i Belarús aconseguiren les seves primeres medalles olímpiques en aquests Jocs.

## Medaller

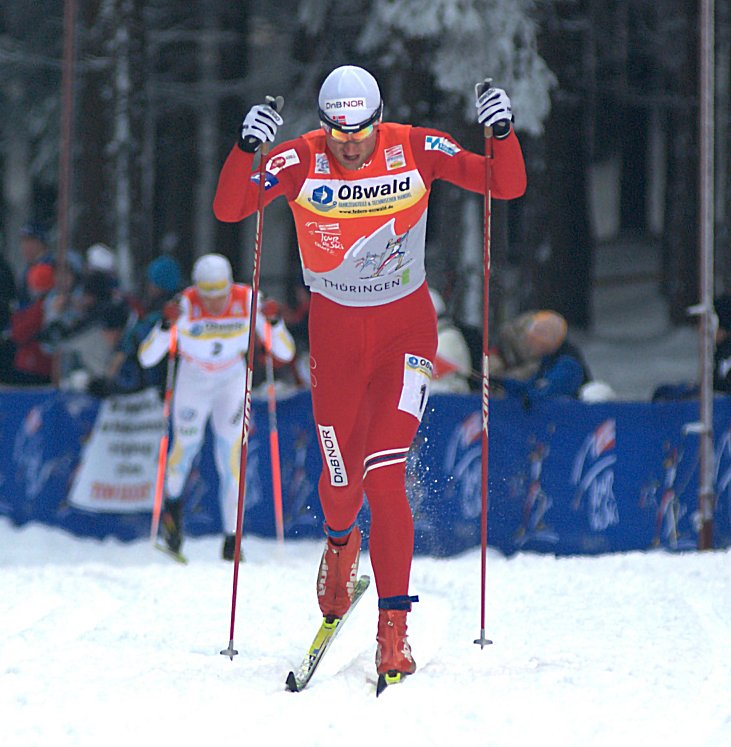
L'esquiador de fons nord-americà Petter Northug, guanyador de quatre medalles.

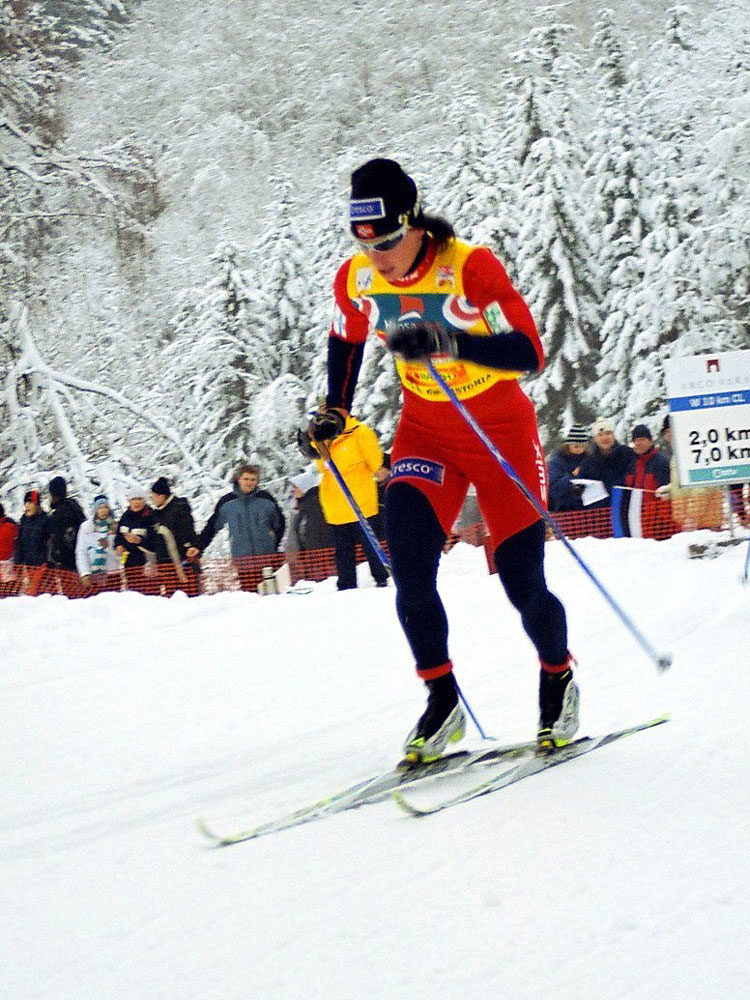
L'esquiadora de fons noruega Marit Bjørgen, guanyadora de cinc medalles.

| Jocs Olímpics d'hivern de 2010 | Jocs Olímpics d'hivern de 2010 | Jocs Olímpics d'hivern de 2010 | Jocs Olímpics d'hivern de 2010 | Jocs Olímpics d'hivern de 2010 | Anells Olímpics |
| Posició                        | CON                            | Or                             | Plata                          | Bronze                         | Total           |
| 1                              | Canadà                         | 14                             | 7                              | 5                              | 26              |
| 2                              | Alemanya                       | 10                             | 13                             | 7                              | 30              |
| 3                              | Estats Units                   | 9                              | 15                             | 13                             | 37              |
| 4                              | Noruega                        | 9                              | 8                              | 6                              | 23              |
| 5                              | Corea del Sud                  | 6                              | 6                              | 2                              | 14              |
| 6                              | Suïssa                         | 6                              | 0                              | 3                              | 9               |
| 7                              | R.P. de la Xina                | 5                              | 2                              | 4                              | 11              |
| 7                              | Suècia                         | 5                              | 2                              | 4                              | 11              |
| 9                              | Àustria                        | 4                              | 6                              | 6                              | 16              |
| 10                             | Països Baixos                  | 4                              | 1                              | 3                              | 8               |
| 11                             | Rússia                         | 3                              | 5                              | 7                              | 15              |
| 12                             | França                         | 2                              | 3                              | 6                              | 11              |
| 13                             | Austràlia                      | 2                              | 1                              | 0                              | 3               |
| 14                             | Txèquia                        | 2                              | 0                              | 4                              | 6               |
| 15                             | Polònia                        | 1                              | 3                              | 2                              | 6               |
| 16                             | Itàlia                         | 1                              | 1                              | 3                              | 5               |
| 17                             | Belarús                        | 1                              | 1                              | 1                              | 3               |
| 17                             | Eslovàquia                     | 1                              | 1                              | 1                              | 3               |
| 19                             | Regne Unit                     | 1                              | 0                              | 0                              | 1               |
| 20                             | Japó                           | 0                              | 3                              | 2                              | 5               |
| 21                             | Croàcia                        | 0                              | 2                              | 1                              | 3               |
| 21                             | Eslovènia                      | 0                              | 2                              | 1                              | 3               |
| 23                             | Letònia                        | 0                              | 2                              | 0                              | 2               |
| 24                             | Finlàndia                      | 0                              | 1                              | 4                              | 5               |
| 25                             | Estònia                        | 0                              | 1                              | 0                              | 1               |
| 25                             | Kazakhstan                     | 0                              | 1                              | 0                              | 1               |
| Total                          | Total                          | 86                             | 87                             | 85                             | 258             |